# Phạm Tấn Hoàng
Phạm Tấn Hoàng (sinh năm 1966) là thẩm phán cao cấp người Việt Nam. Ông hiện giữ chức vụ Chánh án Tòa án nhân dân tỉnh Phú Yên. Ông là đảng viên Đảng Cộng sản Việt Nam.

## Tiểu sử
Phạm Tấn Hoàng có bằng thạc sĩ luật và cao cấp lí luận chính trị của Đảng Cộng sản Việt Nam.
Ngày 9 tháng 1 năm 2018, Tòa án nhân dân tối cao Việt Nam sau khi cho ông Lê Văn Phước thôi chức Chánh án Tòa án nhân dân tỉnh Phú Yên để chữa bệnh, nghỉ chờ hưu thì bổ nhiệm ông Phạm Tấn Hoàng giữ chức vụ Chánh án Tòa án nhân dân tỉnh Phú Yên thời hạn 5 năm kể từ ngày 6/1/2018. Lúc này ông đang là thẩm phán cao cấp, ủy viên Ủy ban Thẩm phán Tòa án nhân dân cấp cao tại Đà Nẵng.